# Wilko Johnson
John Wilkinson, conocido como Wilko Johnson (Isla de Canvey, condado de Essex, 12 de julio de 1947-Westcliff-on-Sea, 21 de noviembre de 2022) fue un guitarrista y compositor británico de pop y rock, particularmente conocido como miembro fundador del grupo de pub rock y rhythm and blues Dr. Feelgood; ocasionalmente ha sido actor televisivo.
Como guitarrista de Dr. Feelgood, su peculiar estilo se convertiría en distintivo de la banda. Johnson no utiliza púa para tocar la guitarra eléctrica, lo que le permite interpretar a un tiempo el ritmo y el solo. Además sus riffs, muy potentes y agresivos, contribuyen a dar la sensación de que están sonando varias guitarras a un tiempo. En el escenario acostumbra a acompañar esos riffs con movimientos bruscos y convulsos.
En enero de 2013 anunció que padecía un cáncer de páncreas incurable. Aun así el artista siguió con la gira que estaba realizando por Japón. Falleció a consecuencia de complicaciones del citado cáncer el 21 de noviembre de 2022.

## Biografía

### Primeros años
Desde su adolescencia formó parte de diversas bandas locales de Southend-on-Sea y, aunque desde 1967 a 1971 se traslada a la Universidad de Newcastle para estudiar filología inglesa, vuelve a su ciudad natal durante las vacaciones para continuar con sus actividades musicales. De regreso finalmente a Essex después de un breve viaje a la India, se integra en la Pigboy Charlie Band, embrión de lo que pronto se convertiría en el grupo Dr. Feelgood.
La banda actuó durante sus dos primeros años en los circuitos locales de Essex, e hizo su debut en Londres en el verano de 1973, entrando a formar parte de la escena del pub rock londinense. Desde entonces y hasta 1977, Wilko Johnson sería el elemento más llamativo de Dr. Feelgood, en cuyos tres primeros álbumes de estudio participa: Down by the Jetty (1975), Malpractice (1975) y Sneakin' Suspicion (1977). Pero sobre todo en el álbum en directo Stupidity (1976), que alcanzó el número uno en las listas del Reino Unido y supuso la consagración del grupo y su reconocimiento tanto entre la crítica como entre un grupo de seguidores incondicionales, atraídos por las interpretaciones en vivo del guitarrista.
Los orígenes de su particular estilo interpretativo están basados en la digitación típica del blues norteamericano y la curiosa circunstancia de que Wilko Johnson es zurdo, pero toca la guitarra en la misma posición que lo hace un diestro. El propio Johnson explica que su técnica es resultado de imitar al ya fallecido Mick Green, de Johnny Kidd and The Pirates, un guitarrista al que admira.

### Carrera en solitario
Johnson abandonó Dr. Feelgood en abril de 1977 —cuando la banda se encontraba en su momento de mayor popularidad— a causa de sus diferencias con el resto del grupo sobre las canciones que debían haberse incluido en Sneakin' Suspicion, y reunió a un conjunto de músicos de apoyo bajo el nombre de Solid Senders, compuesto por John Potter (teclista), Steve Lewins (bajista), y Alan Platt (batería). Este cuarteto firmó con Virgin la edición de un único álbum, Solid Senders (1978).
Se incorporó entonces a Ian Dury & The Blockheads, banda de la que formó parte de 1979 a 1980. Allí coincidió con el bajista Norman Watt-Roy, con el que pasó a formar la Wilko Johnson Band, completada en la batería primero por Salvatore Ramundo y más tarde por Steven Monti. Con ella editó su segundo álbum, Ice on the Motorway (1981), y con Lew Lewis el EP Bottle Up and Go! (1983). Continuaría en solitario durante el resto de los década de 1980 con una serie de LP para diversos sellos discográficos europeos: Pull the Cover (1984), Watch Out! (1985), Call It What You Want (1987), y Barbed Wire Blues (1988).
No regresa al estudio de grabación hasta casi el final de la década de 1990, con Going Back Home (1998) y más tarde Live in Japan 2000. Desde entonces ha ido espaciando sus apariciones en directo.
Desgraciadamente el 9 de enero de 2013 su representante comunica que al músico le había sido diagnosticado un cáncer de páncreas y había renunciado a la quimioterapia. Más tarde declaró que los médicos le diagnosticaron el cáncer en noviembre de 2012 y le daban «nueve o diez meses de vida», que tras el diagnóstico se sentía tremendamente vivo y programaba una «gira de despedida» para el mes de marzo en el Reino Unido.

### Actor
En 2010 formó parte del reparto de la serie de HBO Game of Thrones, interpretando a Ser Ilyn Payne en cuatro episodios.